# Бакшеєва Галина Петрівна
Галина Петрівна Бакшеєва (12 червня 1945 - 18 грудня 2019) — радянська тенісистка, дворазова переможниця Вімблдонського турніру серед дівчат (1961, 1962), тринадцятикратна чемпіонка СРСР (два рази в одиночному розряді, 7 раз в жіночому парному розряді і 4 рази в змішаному парному розряді), майстер спорту СРСР міжнародного класу (1967)   .

## Біографія
Галина Бакшеєва народилася в Києві 12 червня 1945 року  . Тенісом займалася з 12 років, її першим тренером був Володимир Бальва («Динамо», Київ) . Закінчила Київський державний педагогічний інститут іноземних мов (нині - Київський національний лінгвістичний університет)  .
Двічі, в 1961 і 1962 роках, Бакшеєва ставала чемпіонкою Вімблдонського турніру серед дівчат  . Вона стала першою володаркою цього титулу серед тенісисток СРСР . В 1961 році  вона перемогла у фіналі американку Кетрін Чабот (6-4, 8-6) , а в 1962 році - австралійку Елізабет Террі (6-2, 6-2) .
У 1965-1976 роках Галина Бакшеєва шість разів виступала у фіналах чемпіонату СРСР з тенісу в жіночому одиночному розряді, перемігши у двох з них (1966, 1967). Крім цього, в 1961-1980 роках вона 11 разів виступала в фіналах чемпіонату СРСР в жіночому парному розряді, перемігши в семи з них (1962-1968), і 9 разів - в змішаному парному розряді, здобувши перемогу в чотирьох з них (1962, 1965, 1966, 1968) . Вона також ставала чемпіонкою Спартакіад народів СРСР 1963 року (в парному і змішаному парному розрядах) і 1967 року (в одиночному і парному розрядах) .
Крім цього, в 1970-1981 роках Бакшеєва 15 разів ставала чемпіонкою Української РСР в різних розрядах, а в 1962-1975 роках 13 разів перемагала на Всесоюзних зимових змаганнях з тенісу  (1966, 1967, 1968 - в одиночному розряді; 1962 1965, 1967 1968, 1972, 1975 - в парному розряді; 1962 1965, 1966 1973 - в змішаному парному розряді) . У 1966-1967 роках вона була абсолютною чемпіонкою ДСТ «Динамо», в 1979 році - абсолютною чемпіонкою ВЦРПС (в одиночному, парному і змішаному парному розрядах), в 1975 і 1977 роках - чемпіонкою ВЦРПС в окремих розрядах (1975 - в парному розряді, 1977 - в одиночному розряді)  .
Галина Бакшеєва також виступала в основній сітці турнірів Великого шолома. На Вімблдонському турнірі 1967 року  вона дійшла до 4-го кола змагань, в якому у впертій боротьбі поступилася австралійці Леслі Тернер (9-11, 7-5, 1-6)  . На відкритому чемпіонаті Франції 1968 року  вона також дійшла до 4-го кола змагань, в якому програла майбутній переможниці турніру американці Ненсі Річі (8-10, 6-4, 1-6) . В тому ж році  Бакшеєва дійшла до 3-го кола Вімблдонського турніру, в якому вона програла американці Розі Касалс (6-8, 6-3, 5-7)   .
В 1968 році Бакшеєва виступала за збірну команду СССР на Кубку Федерації. За збірну вона провела 6 матчів (4 перемоги, 2 поразки), взявши участь в іграх проти команд Бельгії, Італії та Великої Британії. В одиночних зустрічах Бакшеева перемогла бельгійку Інгрід Палмьєрі (2-6, 7-5, 7-3) і італійку Леа Перікола (7-5, 8-6), але поступилася британці Вірджинії Вейд (1-6, 1-6). У парних іграх Бакшеєва здобула дві перемоги (з Анною Дмитрієвою проти бельгійської пари і з Ольгою Морозової проти італійської пари) і зазнала однієї поразки (з Анною Дмитрієвою проти британської пари).
У 1960-1980 роках Галина Бакшеєва 20 разів входила в список найсильніших тенісисток СРСР, а в 1966 і 1967 роках була визнана першою ракеткою СРСР . У 1967 році їй було присвоєно звання майстра спорту СРСР міжнародного класу .
Після закінчення ігрової спортивної кар'єри Бакшеєва працювала тренером київських спортивних клубів «Антей» (1982-1984) і «Наука» (1985-1993)   . У 2015 році вона була включена до Зали слави українського тенісу  .
Галина Бакшеєва померла 18 грудня 2019 року  .

## Виступи на турнірах

### Фінали чемпіонату СРСР

#### Одиночний розряд: 6 фіналів (2 перемоги - 4 поразки)
| Результат | №  | Рік  | Турнір         | Суперниця        | Рахунок       |
| поразка   | 1. | 1965 | Чемпіонат СРСР | Тійу СООМ        | 4-6, 5-7      |
| перемога  | 1. | 1966 | Чемпіонат СРСР | Рена Абжандадзе  | 6-3, 6-2      |
| перемога  | 2. | 1967 | Чемпіонат СРСР | Анна Дмитрієва   | 1-6, 6-3, 6-3 |
| поразка   | 2. | 1968 | Чемпіонат СРСР | Тійу Ківі-Пармас | 6-3, 3-6, 1-6 |
| поразка   | 3. | 1971 | Чемпіонат СРСР | Ольга Морозова   | 2-6, 2-6      |
| поразка   | 4. | 1976 | Чемпіонат СРСР | Ольга Морозова   | 3-6, 3-6      |

#### Парний розряд: 11 фіналів (7 перемог - 4 поразки)
| Результат | №  | Рік  | Турнір         | Партнерка                        | Суперниці                          | Рахунок       |
| поразка   | 1. | 1961 | Чемпіонат СРСР | Валерія Кузьменко                | Анна Дмитрієва Ірина Рязанова      | 4-6, 6-3, 4-6 |
| перемога  | 1. | 1962 | Чемпіонат СРСР | Анна Дмитрієва                   | Ірина Рязанова Віра Трошкина       | 6-2, 6-4      |
| перемога  | 2. | 1963 | Чемпіонат СРСР | Анна Дмитрієва                   | Ірина Рязанова Віра Трошкина       | 6-2, 6-1      |
| перемога  | 3. | 1964 | Чемпіонат СРСР | Анна Дмитрієва                   | Алла Іванова Ірина Рязанова        | 6-1, 6-1      |
| перемога  | 4. | 1965 | Чемпіонат СРСР | Анна Дмитрієва (або Т. Таранова) | Євгенія Ларіна-Бантлю В. Філіппова | 6-2, 6-2      |
| перемога  | 5. | 1966 | Чемпіонат СРСР | Анна Дмитрієва                   | Алла Іванова Ірина Рязанова        | 6-2, 6-2      |
| перемога  | 6. | 1967 | Чемпіонат СРСР | Анна Дмитрієва                   | Рауза Ісланова Марина Чувиріна     | 6-0, 8-6      |
| перемога  | 7. | 1967 | Чемпіонат СРСР | Марина Чувиріна                  | Ольга Морозова Тетяна Чалко        | 1-6, 6-3, 6-3 |
| поразка   | 2. | 1969 | Чемпіонат СРСР | Марина Чувиріна                  | Ольга Морозова Зайга Янсон         | 5-7, 4-6      |
| поразка   | 3. | 1976 | Чемпіонат СРСР | Лідія Зінкевич                   | Ольга Морозова Марина Чувиріна     | 4-6, 6-4, 5-7 |
| поразка   | 4. | 1980 | Чемпіонат СРСР | Олена Єлисєєнко                  | Ольга Зайцева Ольга Морозова       | 1-6, 1-6      |

#### Змішаний парний розряд: 9 фіналів (4 перемоги - 5 поразок)
| Результат | №  | Рік  | Турнір         | Партнер          | Суперники                              | Рахунок       |
| поразка   | 1. | 1961 | Чемпіонат СРСР | Томас Лейус      | Анна Дмитрієва Сергій Лихачов          | 6-0, 1-6, 0-6 |
| поразка   | 2. | 1962 | Чемпіонат СРСР | Томас Лейус      | Анна Дмитрієва Сергій Лихачов          | 6-3, 5-7, 2-6 |
| перемога  | 1. | 1963 | Чемпіонат СРСР | Томас Лейус      | Валерія Кузьменко-Титова Михайло Мозер | 6-2, 6-4      |
| перемога  | 2. | 1965 | Чемпіонат СРСР | Томас Лейус      | Ірина Рязанова Сергій Лихачов          | 3-6, 6-2, 6-3 |
| перемога  | 3. | 1966 | Чемпіонат СРСР | Томас Лейус      | Анна Дмитрієва Олександр Метревелі     | 6-4, 6-3      |
| перемога  | 4. | 1968 | Чемпіонат СРСР | Томас Лейус      | Ольга Морозова Олександр Метревелі     | 6-4, 6-2      |
| поразка   | 3. | 1969 | Чемпіонат СРСР | В'ячеслав Єгоров | Марина Чувиріна Теймураз Какулія       | 3-6, 1-6      |
| поразка   | 4. | 1974 | Чемпіонат СРСР | Євген Бобоедов   | Євгенія Бірюкова Сергій Лихачов        | 6-3, 2-6, 0-6 |
| поразка   | 5. | 1979 | Чемпіонат СРСР | О. Гаврилов      | Наталія Бородіна Сергій Леонюк         | 3-6, 5-7      |